# Högholmen, Korsholm
För andra betydelser, se Högholmen (olika betydelser).
Högholmen är en mindre ö strax söder om Märaskäret i Korsholm i Österbotten. Öns area är 1,2 hektar och dess största längd är 190 meter i sydväst-nordöstlig riktning.